# 大空港'92
『大空港'92』（だいくうこうきゅうじゅうに）は、1992年10月15日から12月17日まで毎週木曜日21:00 - 21:54に、テレビ朝日系「木曜ドラマ」枠で放送されたサスペンスもののテレビドラマ。
第1話のサブタイトルの一部である『〜愛の旅立ち〜』がタイトルとして付いていた。
1978年から1980年にかけてフジテレビで放送された『大空港』、2013年にWOWOWで放送した『大空港2013』は本作との関係はない。

## 内容
新東京国際空港の敷地内で発生した様々な事件に対処するために、新東京国際空港公団の一部局として設置された「特別管理官室」（架空）のメンバーの活躍を描くドラマである。ロケのほとんどが実際の新東京国際空港の施設で行われ、劇中では供用開始前の第2旅客ターミナルビル（第8話で供用開始）や1992年放送当時に就航していた各航空会社の旅客機の離着陸シーンなどが見ることができる。このシーンは、後の新空港物語と他の作品（同時期で制作した特捜ロボジャンパーソンなど）でも何度か流用された。

## キャスト

### 特別管理官室
篠崎潤三
演 - 植木等
特別管理官室長。元検察庁検事。
浅見裕子
演 - 斉藤慶子
元入国管理官。第1話より特別管理官。
香川日出美
演 - 水野真紀
特別管理官。
向井秋乃
演 - 中島宏海
元新東京国際空港航空管制官。第2話より特別管理官。
新道薫
演 - 神田利則
特別管理官。
磯部麗子
演 - 角替和枝
元空港警備員。第1話より特別管理官。
宗形克也
演 - 布施博
元運輸省航空局トップエリート。第1話より特別管理官。

### その他
篠崎宏美
演 - 久我陽子
潤三の娘。カフェテラス「トヨサキ」（放送当時第1旅客ターミナルビルに実在した喫茶店）の従業員。
浅見雄一
演 - 森田洸輔（子役）
裕子の息子。小学生。
村瀬信吉
演 - 長塚京三
千葉県警察空港中央警察署刑事課長
剣持晃
演 - 谷隼人
京南大学付属病院医師。空港クリニック勤務。
特別管理官室事務員
演 - 宮田愛、佐久間淑恵
空港公団サービスセンター総合案内係員
演 - 竹下燈子、三上朱美、伊藤葉子、徳元かずみ

### ゲスト
第1話「愛の旅立ち・二重結婚サギ!? 消えた夫の秘密」
- 仲田遥子（妻） - 岩崎良美
- 仲田英雄（出稼ぎブラジル人） - 山崎銀之丞
- 崎山凛、中田浄

第2話「北ウイングで待つ女 1011便緊急着陸!」
- 吉岡ヨリ子（宗形の元妻・社長令嬢） - 秋本奈緒美
- 土井（吉岡エレクトロニクス重役） - 矢島健一
- 吉岡隆一郎（吉岡エレクトロニクス・社長） - 平野稔
- 吉岡ヨシオ（弟・血のつながりはない） - 安達義也
- 天田俊明、池田道枝、六浦誠、谷本小夜子

第3話「シドニー行き最終便の女! 殺人容疑者を結ぶ点と線」
- 大野由紀子（妊婦） - 高島礼子
- 亀山次郎（タクシー運転手） - 頭師佳孝
- 大野政男（大野印刷経営者） - 佐々木剛

第4話「殺人を見た女!? 死体番号4001のミステリー」
- 兵頭エミ子（花屋） - 若林志穂
- 北沢（浅見裕子の元夫） - 夏夕介
- 横山（清掃スタッフ） - 出光元
- 掛田誠

第5話「消えた美人管制官! 結婚スキャンダルの謎」
- 秋山未来（成田空港管制塔職員） - 安永亜衣
- 石田良明（元パイロット・8年前大麻所持） - 長谷川哲夫
- 秋山のぶ子（石田の元妻・元敏夫の妻） - 泉晶子
- 秋山敏夫（京葉医科大外科医・石田の友人） - 大林丈史
- 植村喜八郎

第6話「成田離婚殺人事件! 罠に落ちた美人OL」
- アイダシズ子（空港・清掃スタッフ） - 大西結花
- 池谷和明 - 山口仁
- 佐藤リュウホウ（小説家） - 入江正徳
- 長岡尚彦、大林隆之介、宗方奈美

第7話「監禁! 襲われた美人スチュワーデスの謎」
- 島村菜摘（客室乗務員・3年前まで健介と付き合っていた） - 白島靖代
- 田村健介（内装業） - 春田純一

第8話「ニューヨーク便に乗り遅れた女! 帰国子女の殺意」
- 北沢 - 夏夕介
- 山本純子（娘・帰国子女） - 田山真美子
- 山本則江（妻） - 貴紫市子
- 山本幸一郎（夫・サンチョウ建設） - 久富惟晴
- 中尾麻祐子、山口みよ子

第9話「偽造パスポートの女!? OL疑惑の完全犯罪」
- 北沢 - 夏夕介
- 茅沼潤子（東証券会社社員） - 橋本実加子
- 久代（銀座クラブ"ミレイ"雇われママ） - 木村翠
- 根本善吉（前科7犯） - 松橋登
- 江川耕一郎 - 井上克一
- 小林勝彦、鳥木元博

最終話「旅券を盗まれた女! 殺意のハワイ行き最終便」
- 高山ハル - 千石規子
- 桜井博司 - 河西健司
- 矢沢紀子（桜井の彼女） - 照本一代

## スタッフ
- 脚本 - 塙五郎、ちゃき克彰、高橋正康、牧野繁、沢村一幸、石原武龍
- 音楽 - 本多俊之（音楽協力：テレビ朝日ミュージック）
- 監督 - 山口和彦、田中秀夫、皆川智之
- オープニングテーマ - 水島由紀子「Always Remember」
作詞：水島由紀子、作曲：川島だりあ、編曲：池田大介
- エンディングテーマ - 前田亘輝「Christmas For You」
作詞：前田亘輝、作曲：前田亘輝/UNI、編曲：M・Project
- 選曲 - 合田豊
- 技術協力 - ビデオフォーカス
- 車輌協力 - εfini（マツダ）
劇用車にアンフィニ・MS-9が使われていた。
- スタジオ - にっかつ撮影所
- 協力 - 新東京国際空港公団、運輸省航空局新東京空港事務所、日本航空、空港グランドサービス、東十条病院ほか
- プロデューサー - 五十嵐文郎（テレビ朝日）、高橋勝、角田昇、南條記良
- 制作協力 - 渡辺プロダクション
- 制作 - テレビ朝日、CUC

## 放送日程
| 話数                                           | 放送日   | サブタイトル                                   | 脚本            | 監督     | 視聴率 |
| ---------------------------------------------- | -------- | ---------------------------------------------- | --------------- | -------- | ------ |
| 第1話                                          | 10月15日 | 愛の旅立ち・二重結婚サギ!? 消えた夫の秘密      | 塙五郎          | 山口和彦 | 12.3%  |
| 第2話                                          | 10月22日 | 北ウイングで待つ女 1011便緊急着陸!             | 塙五郎          | 山口和彦 | 12.1%  |
| 第3話                                          | 10月29日 | シドニー行き最終便の女! 殺人容疑者を結ぶ点と線 | ちゃき克彰      | 田中秀夫 | 12.4%  |
| 第4話                                          | 11月05日 | 殺人を見た女!? 死体番号4001のミステリー        | 塙五郎          | 山口和彦 | 09.8%  |
| 第5話                                          | 11月12日 | 消えた美人管制官! 結婚スキャンダルの謎         | 高橋正康        | 田中秀夫 | 08.7%  |
| 第6話                                          | 11月19日 | 成田離婚殺人事件! 罠に落ちた美人OL             | 牧野繁 沢村一幸 | 山口和彦 | 12.8%  |
| 第7話                                          | 11月26日 | 監禁! 襲われた美人スチュワーデスの謎           | 石原武龍        | 田中秀夫 | 12.7%  |
| 第8話                                          | 12月03日 | ニューヨーク便に乗り遅れた女! 帰国子女の殺意   | 塙五郎          | 皆川智之 | 11.5%  |
| 第9話                                          | 12月10日 | 偽造パスポートの女!? OL疑惑の完全犯罪          | 塙五郎          | 田中秀夫 | 12.5%  |
| 最終話                                         | 12月17日 | 旅券を盗まれた女! 殺意のハワイ行き最終便       | ちゃき克彰      | 田中秀夫 | 13.1%  |
| （視聴率はビデオリサーチ調べ、関東地区・世帯） |          |                                                |                 |          |        |

## 関連ドラマ
- 新空港物語